# Sammy
Sammy är ett mansnamn, en amerikansk vardaglig form av Samuel.

## Personer
- Sammy Davis, Jr.
- Sammy Hagar
- Sammy Sosa
- Sammy Lee
- Sammy Fain